# Dreamlover (песня)
«Dreamlover» — песня, написанная и спродюсированная американской певицей Мэрайей Кэри, Dave Hall и Уолтером Афанасьевым для третьего студийного альбома «Music Box» в 1993 году. Руководство лейбла Columbia Records попросили Афанасьева смягчить первоначальный вариант песни, так как им казалось, что материал сырой и имеет грубоватое звучание. «Dreamlover» построена на семпле песни «Blind Alley» женской соул-группы The Emotions, автором этого семпла является David Porter. В кавер-версии Мэрайи, в отличие от оригинала, был использован Орган Хаммонда. Главная героиня песни представляет себе идеального парня, своего «мужчину мечты».
Песня была издана в качестве первого сингла с альбома «Music Box» в июле 1993 года, и положила начало тенденции использования семплов других песен в главных синглах её последующих студийных альбомов, например: «Fantasy» (1995), «Honey» (1997) и «Heartbreaker» (1999). На музыкальной премии Американской академии звукозаписи «Грэмми» сингл был номинирован в категории «Лучшее женское вокальное поп-исполнение». Как и все предыдущие синглы Мэрайи Кэри, вышедшие в США (кроме «I’ll Be There»), «Dreamlover» выиграл награду BMI Pop Award. «Dreamlover» была популярной песней и часто стояла в начале трек-листа на всех концертах певицы до 2006 года.
Рок-певец Брюс Спрингстин взял за основу семпл «Dreamlover» для своей песни «Let’s Be Friends» из альбома «The Rising».

## История
Дебютный студийный альбом Кэри оказал сильное влияние на поп-музыку, но певица заинтересовалась изменением своего звучания и переходом в другие жанры для своей второй студийной работы Emotions (1991). Лейбл Columbia позволил ей больше контролировать своё музыкальное направление, что позволило ей изменить музыкальный жанр, мелодии и стиль производства. Кэри работала над альбомом со многими новыми музыкантами и продюсерами; Уолтер Афанасьев был единственным, кто остался после её дебюта. Emotions содержал влияние музыки госпел, R&B и соул, а также баллады 1950-х, 60-х и 70-х годов. Хотя некоторые обозреватели хвалили альбом как более зрелый и сырой, он не смог достичь критических или коммерческих высот её дебютного альбома, было продано меньше копий и не удалось вывести Кэри на новые рынки. Columbia решила вернуть Кэри к тому же жанру, что и её дебютный альбом, и поручить ей выпустить более коммерческую и удобную для радио запись. В их планы входило приглушить вокал Кэри и смягчить звучание альбома, чтобы создать современную поп-пластинку.

## Отзывы
Песня «Dreamlover» заслужила множество положительных отзывов от музыкальных критиков, многие из которых хвалили её продакшн, сэмплирование хука и вокал. В связи с распространенной критикой, что Кэри слишком много поёт и слишком использует верхние регистры, Каммингс написал: «Правда в том, что она никогда не груба в использовании своего удивительного инструмента. Особенно в песне „Dreamlover“ она держит акробатику под контролем, с большим вкусом». Рон Уинн из Allmusic назвал альбом личным и насыщенным. Ему понравился более зрелый вокальный стиль Кэри на альбоме, а также использование хука и инструментария.
Entertainment Weekly включил эту песню в список «The 100 Greatest Moments in Rock Music: The 90s»; это был их выбор лучших песен за 1993 год. «Dreamlover» был номинирован на премию Грэмми в категории Лучшее женское вокальное поп-исполнение.

## Композиция
«Dreamlover» — это среднетемповый поп- и легкий R&B-трек. Песня написана в ключе фа мажор, ритм установлен в умеренном темпе 104 удара в минуту. Она имеет последовательность F7-Gm7-F7-Gm7 в качестве аккордовой прогрессии.
В своей рецензии Джозен Каммингс из PopMatters описал песню как «чистый, пенистый поп». Каммингс считает, что использование Афанасьевым органа Hammond B3 придает «олдскульную атмосферу» песне «Dreamlover», поскольку гармонирует с «чрезвычайно запоминающимся музыкальным хуком». Каммингс описывает тему текста:

«… текст — это описание и призыв к мифическому „Возлюбленному мечты“ (Dreamlover); кто-то должен забрать её, „спасти“ её. Пушистая, конечно, вещь (и, возможно, вызывающая раздражение у некоторых людей), но, вполне возможно, также выражение самой простой романтической мечты: найти „правильного“ человека; кого-то, кто заставит вас почувствовать заботу, любовь, безопасность»

## Коммерческий успех
«Dreamlover» — седьмой сингл #1 Мэрайи Кэри в чарте Billboard Hot 100, который в то время являлся её самым большим хитом в Соединенных Штатах Америки. Песня достигла первой строчи чарта Hot 100 за шесть недель (самый быстрый рост до её трех дебютов на 1 месте) и провела на вершине восемь недель (самое продолжительное в карьере Мэрайи на то время) с 5 сентября до 30 октября 1993 года. Позже Мэрайя Кэри улучшит свои показатели с песней «We Belong Together» и «One Sweet Day» при участии группы Boyz II Men. Сингл «Dreamlover» сместил с первого места песню «Can't Help Falling in Love» британской группы UB40, и позже уступил лидерство песне «I'd Do Anything for Love (But I Won't Do That)» рок-певца Мита Лоуфа. Песне удалось продержаться 26 недель в списке лучших 40 синглов и войти на 8 месте в итоговый чарт 1993 года Hot 100. «Dreamlover» завоевал вершины восьми различных чартов Billboard и стал первым синглом Мэрайи Кэри, получившим платиновую сертификацию от Американской ассоциации звукозаписывающих компаний.
Песня «Dreamlover» была успешна и за пределами Соединённых Штатов Америки. Сингл возглавил главный чарт Канады на три недели и стал четвёртым хитом #1 Мэрайи в этой стране, в Новой Зеландии сингл добрался до 2 места и получил золотую сертификацию от Новозеландской ассоциации звукозаписывающих компаний. Песня вошла в десятку лучших синглов в нескольких странах, включая Великобританию, Нидерланды и Австралию, где песня получила золотой статус, согласно Австралийской ассоциации звукозаписывающих компаний. Сингл «Dreamlover» пользовался умеренным успехом в Европе и вошёл в списки лучших 20 песен во многих странах кроме Франции, где синглу не удалось войти в чарт.
Суммарные продажи сингла в Великобритании составляют 150,000 экземпляров.
Песня была сертифицирована в США в платиновом статусе Recording Industry Association of America (RIAA) 22 сентября 1993, что означает тираж более 1 млн единиц. Продажи составили 935,000 единиц в США.

## Музыкальный видеоклип и ремиксы
Режиссёром музыкального видеоклипа стал Diane Martel. Видеоклип является одним из первых, в котором певице предоставили больше творческой свободы. Съемки клипа прошли в солнечный летний день в городе Copake штата Нью-Йорк, на видео появились: пёс певицы по кличке Джек (он также появится и в последующих видеоклипах), монгольфьер и группа полуобнажённых мужчин, танцующих хип хоп. Сцены на воде были сняты около водопада Bash Bish Falls.
С сингла «Dreamlover» Мэрайя начала самостоятельно принимать решения относительно ремиксов для своих песен. Она привлекла Дэвида Моралеса для создания Def club mix — первого ремикса с новым вокалом. Помимо различных версий Def Club Mix, существуют ремиксы с использованием оригинального вокала из альбомной версии песни — Club Joint Mix и Bam Jam Soul, созданные Brian Alexander Morgan. Существует официально-изданная версия песни «Dreamlover», спетая в живую на концерте «Here Is Mariah Carey» в 1994 году.
«Do You Think of Me?» — B-side трек из сингла «Dreamlover» был написан и спродюсирован Мэрайей Кэри, Уолтером Афанасьевым, Cory Rooney и Mark Morales.

## Концертные исполнения
Кэри исполнила «Dreamlover» в нескольких телепередачах в Соединенных Штатах и по всей Европе. Она исполнила песню вживую на шоу The Arsenio Hall Show с «Hero» в виде сет-листа из двух частей. Кэри исполнила «Dreamlover» в британской музыкальной программе Top of the Pops, голландской программе Platendaagse и японской программе Music Fair. В рамках промоушена своего седьмого студийного альбома Rainbow Кэри сняла специальный мини-концерт для канала FOX под названием The Mariah Carey Homecoming Special, который снимался в её старой средней школе в Хантингтоне, штат Нью-Йорк. Он вышел в эфир 21 декабря 1999 года. «Dreamlover» стал одним из первых номеров. Песня была исполнена 1 июня 2003 года на The Today Show в составе трёх песен, помимо «Yours» и «Bringin 'On the Heartbreak», в качестве промоушена для альбома Кэри Charmbracelet 2002 года.

## Список композиций
| - Австрийский CD макси-сингл 1. «Dreamlover» — 3:53 2. «Dreamlover» (Def Club Mix) — 10:43 3. «Dreamlover» (Eclipse Dub) — 4:52 - Европейский виниловый 7" сингл 1. «Dreamlover» — 3:53 2. «Do You Think of Me» — 4:46 - Европейский/Британский CD макси-сингл 1. «Dreamlover» — 3:53 2. «Do You Think of Me» — 4:46 3. «Someday» — 3:57 - Американский CD макси-сингл 1. «Dreamlover» (Album Version) — 3:53 2. «Dreamlover» (Def Club Mix) — 10:43 3. «Dreamlover» (Def Instrumental) — 6:20 4. «Dreamlover» (USA Love Dub) — 7:10 5. «Dreamlover» (Eclipse Dub) — 4:52 6. «Dreamlover» (Def Tribal Mix) — 6:41 | - Dreamlover EP 1. «Dreamlover» (Def Club Mix Edit) — 4:04 2. «Dreamlover» (Def Club Mix) — 10:46 3. «Dreamlover» (Def Club Mix Edit 2005) — 4:23 4. «Dreamlover» (Def Tribal Mix) — 6:42 5. «Dreamlover» (Eclipse Dub) — 4:53 6. «Dreamlover» (USA Love Dub) — 7:11 7. «Dreamlover» (Theo’s Joint Club) — 4:35 8. «Dreamlover» (Bam Jam Soul) — 4:27 9. «Dreamlover» (Def Instrumental) — 6:22 10. «Dreamlover» (Live at Madison Square Garden — October 1995) — 3:54 11. «Dreamlover» (Live at Proctor’s Theater, NY — 1993) — 3:57 |

## Чарты
| Чарт (1993)                                | Высшая позиция |
| ------------------------------------------ | -------------- |
| Австралия (ARIA)                           | 7              |
| Бельгия/Фландрия (Ultratop 50)             | 20             |
| Канада (RPM Top Singles)                   | 1              |
| Канада (RPM Adult Contemporary)            | 2              |
| Канада (RPM Dance/Urban)                   | 6              |
| Канада (The Record)                        | 1              |
| Европа (European Hot 100 Singles)          | 15             |
| Европа (Adult Contemporary, Music & Media) | 2              |
| Европа (Europe Dance, Music & Media)       | 1              |
| Франция (SNEP)                             | 49             |
| Германия (GfK)                             | 39             |
| Исландия (Íslenski Listinn Topp 40)        | 17             |
| Ирландия (IRMA)                            | 24             |
| Литва (M-1)                                | 17             |
| Нидерланды (Dutch Top 40)                  | 8              |
| Нидерланды (Single Top 100)                | 9              |
| Новая Зеландия (Recorded Music NZ)         | 2              |
| Панама (El Siglo de Torreón)               | 2              |
| Португалия (AFP)                           | 2              |
| Швеция (Sverigetopplistan)                 | 31             |
| Швейцария (Schweizer Hitparade)            | 13             |
| Великобритания (UK Singles Chart)          | 9              |
| Великобритания (UK Dance, Music Week)      | 37             |
| США (Billboard Hot 100)                    | 1              |
| США (Billboard Adult Contemporary)         | 2              |
| США (Billboard Dance Club Songs)           | 1              |
| США (Billboard Hot R&B/Hip-Hop Songs)      | 2              |
| США (Billboard Mainstream Top 40)          | 1              |
| США (Billboard Rhythmic)                   | 1              |

| Чарт (1993)                            | Позиция |
| -------------------------------------- | ------- |
| Австралия (ARIA)                       | 42      |
| Канада (Top Singles, RPM)              | 2       |
| Канада (Adult Contemporary, RPM)       | 12      |
| Канада (Dance/Urban, RPM)              | 43      |
| Нидерланды (Dutch Top 40)              | 45      |
| Нидерланды (Single Top 100)            | 69      |
| Новая Зеландия (Recorded Music NZ)     | 13      |
| Великобритания (UK Singles, OCC)       | 71      |
| США (Billboard Hot 100)                | 8       |
| США (Adult Contemporary, Billboard)    | 16      |
| США (Hot R&B/Hip-Hop Songs, Billboard) | 20      |

| Чарт (1994)                         | Позиция |
| ----------------------------------- | ------- |
| США (Adult Contemporary, Billboard) | 37      |

| Чарт (1990—1999)        | Позиция |
| ----------------------- | ------- |
| США (Billboard Hot 100) | 20      |

| Чарт (1958—2018)                   | Позиция |
| ---------------------------------- | ------- |
| США (Billboard Hot 100)            | 348     |
| США (Mainstream Top 40, Billboard) | 89      |

## Продажи и сертификации
| Регион | Сертификация  | Продажи   |
| --- | ------------- | --------- |
| Австралия (ARIA) | 6× Платиновый | 420 000   |
| Канада (Music Canada) | Золотой       | 40 000    |
| Новая Зеландия (RMNZ) | Золотой       | 5000*     |
| Великобритания | —             | 150,000   |
| США (RIAA) | Платиновый    | 1 000 000 |
| * Данные о продажах приведены только на основе сертификации. · Данные о продажах + прослушиваниях приведены только на основе сертификации. |               |           |